# デラーズ・フリート
デラーズ・フリートは、OVA『機動戦士ガンダム0083 STARDUST MEMORY』に登場する架空の軍事勢力。ギレン総帥直属の親衛隊を中核としたジオン軍の残党勢力で、一年戦争終了から3年後の宇宙世紀0083年、地球連邦政府に対して宣戦を布告する。

## 一年戦争終戦・戦線からの離脱
一年戦争における最終決戦であるア・バオア・クー攻略戦終盤、地球連邦軍は多大な損耗を強いられながらも徐々に制宙権や要塞内のエリアを奪取していった。さらにギレン・ザビ総帥とキシリア・ザビ少将の戦死の報が流れ、ジオンの敗北が確定的になると、戦闘宙域から離脱していずこかへ逃亡する艦艇や部隊が相次いだ。また、敗戦を察知した月面のグラナダや本国のサイド3でも、地球連邦への降伏を良しとしない部隊が温存された戦力を伴って同様に姿を消した。
姿を消した面々は「カラマ・ポイント」に会し、ジオン残党軍としての方針を協議した。大半はマハラジャ・カーンに率いられてアクシズを目指したが、地球圏に残って地球連邦への抗戦継続を望む者達も数多くいた。特に、ギレンへの忠誠心が高かったエギーユ・デラーズ大佐配下の親衛隊艦隊もその中にあり、彼とその思想に共鳴したアナベル・ガトーを中心として、地球圏最大のジオン残党勢力が作り上げられることとなる。
組織再編を終えた宇宙世紀0081年8月15日ジオン国慶節にはデラーズ・フリートが誕生し、地球連邦政府へのゲリラ活動を開始した。

## 茨の園
デラーズ・フリートは、ア・バオア・クーからの離脱後に暗礁宙域（宇宙ゴミが集積している宙域。旧サイド5）の中で「茨の園」（いばらのその）と名付けられた基地を建設している。これは破壊されたスペースコロニーや撃沈された戦艦などの残骸を中心に、暗礁宙域に漂う様々なジャンクを曳航して建造されており、隠密性が高く連邦軍ですら位置の特定が困難であった。また、艦艇の修理や補給のための施設のみならず、モビルスーツ（MS）の開発工場まで存在する。ここではガトルのパーツやMSの残骸を流用してドラッツェも開発され、少数ではあるが量産されている。軍事拠点としての機能は十分に有しているものと思われるが、基地施設の居住性は残骸の集合体であるがゆえに非常に劣悪で、将兵の中には繋留された戦艦で生活していた者や、施設や戦艦に留まらず偵察や情報収集・交換のためにサイド6や月面都市で生活する者もいたらしい。ガトーについても例外ではなく、月面都市で滞在していたと言われている。
『アナハイム・ラボラトリー・ログ』では、グラナダから前線であるサイド2への秘密補給路として付近の暗礁宙域（通称魔の空域）を利用されるが、エゥーゴの輸送部隊と茨の園を探索するアクシズの強攻偵察部隊との遭遇戦が発生している。
『機動戦士ガンダム MSV-R ジョニー・ライデンの帰還』では、紛争終結後にアナハイムが入手。極秘開発エリアとして使用したほか、元キマイラ隊ジーメンスの一派に拠点として提供され大規模な資本投下により改修を受けている。

## デラーズ・フリートの戦力
デラーズ・フリートの戦力は、艦船ではグワジン級戦艦グワデンを旗艦として巡洋艦15隻、補給艦・輸送艦20隻を保有。MSは一年戦争後期に開発されたものを約60機装備。終戦時の離脱以降、他のジオン軍残党やアナハイム・エレクトロニクスとの裏取引、暗礁宙域における廃品利用などによってその数を増やし、一個艦隊の戦力としてはかなりの充実ぶりであった。また、武装蜂起後には同じジオン軍残党であるシーマ・ガラハウの率いる艦隊も加わっている。シーマ艦隊の戦力はザンジバル級機動巡洋艦のリリー・マルレーンを旗艦としたムサイ級軽巡洋艦8隻を所有しており、艦載MSはゲルググマリーネが30機以上であったとされている。
この他にも、観艦式襲撃の際に合流した幾つかの小規模（単機から数機単位）な部隊も存在する。

## 「星の屑」作戦の決行、そして消滅
デラーズ・フリートは、一年戦争終結後の地球連邦政府がその権勢を安定させてきていることを懸念し、核兵器の運用を含めたガンダム開発計画の情報を得たことから、「星の屑」（ほしのくず）作戦を立案する。その目的はコロニー落としにより北米大陸の穀倉地帯に大打撃を与え、宇宙への食糧依存度を高めること、それによって地球連邦に対するスペースノイドの発言権を強化し、ひいては宇宙へ連邦政府の目を向けさせることであった。しかし、この目的は肝心の劇中では説明されずに終わっている。
作戦は宇宙世紀0083年10月13日に発動。地球連邦軍によって極秘開発され、オーストラリアのトリントン基地に移送された核兵器搭載MSのガンダム試作2号機を、ガトーが奪取した。追撃を振り切ったガトーと2号機は10月31日に茨の園へ帰還すると、11月10日にソロモン海域コンペイトウ湾内にて行われた連邦軍の観艦式を、そのMK-82戦術核（アトミックバズーカ）を用いて襲撃した。集結していた艦隊に大打撃を与えて戦力を削ぐと同時に、別の宙域で移送中だったコロニー公社管理のスペースコロニー2基を占拠し、そのうち1基（アイランド・イーズ）を月へ落下させると見せかけてコンペイトウから追撃に出た残存艦隊を月方面へ引き寄せたうえ、推進剤によりコロニーの進路を地球へ変更させ、燃料の切れた艦隊の追撃をかわした。その後、増援艦隊との戦闘などを経て11月13日0時34分、コロニーは地球へ落着した。
作戦自体は成功したものの、序盤から地球連邦軍のペガサス級強襲揚陸艦のアルビオンからの追撃を受け続け、終盤にはシーマの部隊が連邦軍側へ寝返るなど、作戦遂行中にトラブルが発生している。また、連邦軍に比べれば元々少ない戦力であり、核で大打撃を与えてもなお物量に勝る彼らに圧倒され、最終的にデラーズ・フリートは壊滅した。しかし、本作戦の成否にかかわらず全戦力を使い切る計画であったようで、戦闘宙域の後方に待機していたアクシズ先遣艦隊へ残存兵力の救助を依頼していた。これらの一連の騒乱を、「デラーズ紛争」と呼ぶ。
壊滅したデラーズ・フリートの残存兵力は前述の様に一部がアクシズに合流したが、合流しなかった勢力は火星へ赴きジオンマーズとの抗争を経てレジオンを結成している。

## デラーズ・フリート所属兵器
これらの兵器は、「画面上で確認できるもの」「設定としてデザインが存在するもの」である。小説版『機動戦士ガンダム0083 STARDUST MEMORY』においては、デラーズ・フリートのMSは型が異なる雑多なMSの寄せ集めと評されている。
- MS-06F2 ザクII F2型
- MS-09F/Trop ドム・トローペン
- YMS-16M ザメル
- MS-09R-2 リック・ドムII
- MS-21C ドラッツェ
- MS-14F ゲルググM
  - MS-14Fs ゲルググM(指揮官機)
- AGX-04 ガーベラ・テトラ（アナハイム社との裏取引で入手した機体）
- MS-05 ザクI(小説版でシーマが部下に罰を与える際に使用)
- RX-78GP02A ガンダム試作2号機（連邦軍から強奪した機体）
- AMA-002 ノイエ・ジール（アクシズから譲渡された機体）
- アッザム改修型（漫画『0083 REBELLION』）
- ラング（漫画『0083 REBELLION』）
- MA-06FMM ヴァル・ヴァロ (フルミッションモード)（漫画『0083 REBELLION』）
- グワデン
- ムサイ後期型
- リリー・マルレーン
- チベ（CDブック『ルンガ沖砲撃戦』）
- パゾク
- パプア